# Coandăeffekten

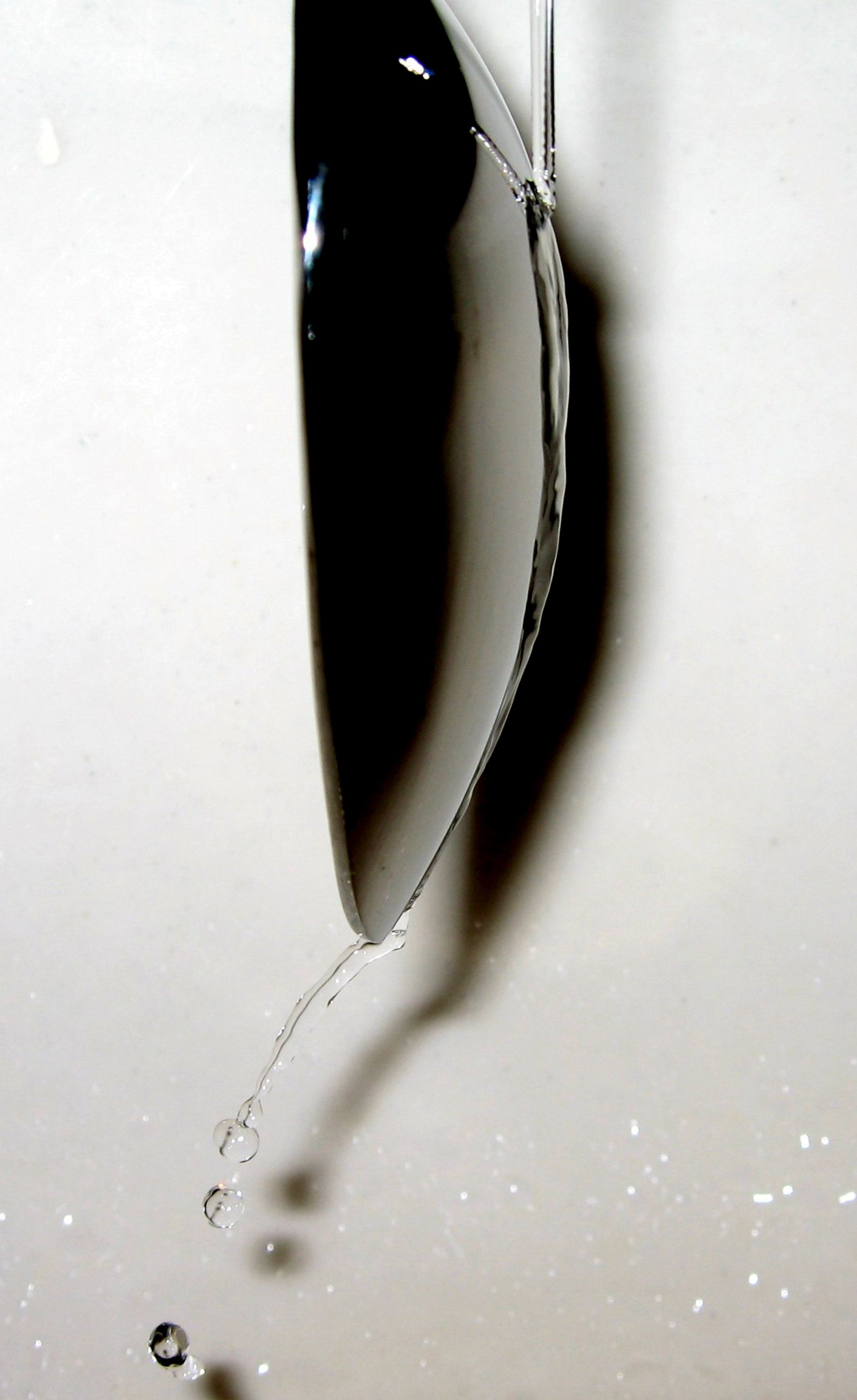
Coandaeffekt vid en sked

Coandăeffekten är ett fenomen inom strömningsmekanik som innebär att en stråle av strömmande fluider har en tendens att följa en kurvad eller vinklad yta i sin närhet.
Effekten är namngiven efter den rumänska aerodynamikpionjären Henri Coandă som var den förste att lägga märke till den praktiska användningen av fenomenet i utvecklingen av en experimentell flygmaskin 1910, och som senare beskrev effekten i patentansökningar 1934–1936.
Coandăeffekten uppkommer på grund av fluiders viskositet och att det krävs en viss kraft för gränsskikt att separera.

## Användningsområden
Effekten används bland annat av jetflygplan som Antonov An-72, där lyftkraften ökas genom att jetströmmen ”klistras” fast på vingen. Man pratar även om coandăeffekt vid ventilation. När tilluftsdonet sitter för nära innertaket dras luften upp till taket istället för att blandas med den befintliga luften i rummet.